# Rundtuva
Rundtuva är en kulle i Antarktis. Den ligger i Östantarktis. Norge gör anspråk på området. Toppen på Rundtuva är 1 320 meter över havet, eller 118 meter över den omgivande terrängen. Bredden vid basen är 2,9 km.
Terrängen runt Rundtuva är kuperad åt sydost, men åt nordväst är den platt. Trakten är obefolkad. Det finns inga samhällen i närheten.